# Redempció per la creu
La Redempció per la creu en la teologia cristiana es refereix al poder redemptor del sacrifici de Jesús i/o a la resurrecció quan ell voluntàriament es va deixar sotmetre a la crucifixió per les autoritats romanes.
Cal entendre la seva mort a la creu com un sacrifici de redempció: la font de la salvació de la humanitat i l'expiació pel pecat, en el qual havia entrat la humanitat degut al pecat d'Adam. (vegeu Caiguda de l'home)